# Kryckkors

Kryckkors

Kryckkors (av tyska: krückenkreuz) är ett likarmat kors där varje arm formar ett T eller Y likt en äldre krycka, med foten vänd mot mot korsets mitt. Inom heraldiken ingick bland annat under korsfarartiden ett kryckkors i kungariket Jerusalems vapen.
Symbolen har senare använts av andra organisationer i deras logotyp eller vapen, till exempel Fosterländska fronten i Österrike under 1930-talet. 